# Хаазину
Недельная глава «Хаазину» (Аазину, Гаазину др.-евр. הַאֲזִינוּ‬ — «Внемлите …») — из книги Дварим (Втор. 32:1—52).
Читается в субботу (шаббат) между Рош ха-Шана о Йом-Киппуром, либо в субботу между Йом-Киппуром и праздником Суккот.

## Содержание главы
Моше провозгласил песнь перед сынами Израиля в последний день своей жизни.
Глава завершается повелением Бога Моше взойти на вершину горы Нево, с которой он взглянет на Землю Обетованную перед смертью.